# 九玄七祖
九玄七祖，是漢字文化圈對難以計算的父系祖先、男系子孫的統稱。「九玄七祖」常見於宗教之超渡，九玄是指之後的九代子孫，七祖是指之前的七代祖先。在台灣，傳統的祭祖儀式上會擺設九玄七祖的牌位。
道教經典《道經》認為，如果一人能得道，他的九玄七祖都能獲得超升。

## 具體組成
輩份從高往下計數，九玄是指：子、孫、曾、玄、來、昆、仍、雲、耳。七祖是指：父、祖、曾、高、太、玄、顯。